# Chalcis gibsoni
Chalcis gibsoni är en stekelart som beskrevs av T.C. Narendran 1987. Chalcis gibsoni ingår i släktet Chalcis och familjen bredlårsteklar. Inga underarter finns listade i Catalogue of Life.